# Górna Loara
Górna Loara (fr. Haute-Loire, wymowaⓘ) – francuski departament położony w regionie Owernia-Rodan-Alpy. Utworzony został podczas rewolucji francuskiej 4 marca 1790. Departament oznaczony jest liczbą 43.
Według danych na rok 2010 liczba zamieszkującej departament ludności wynosi 224 006 os. (45 os./km²); powierzchnia departamentu to 4977 km². Ośrodkiem administracyjnym (prefekturą) i największym miastem departamentu jest Le Puy-en-Velay.
W 2023 roku w skład departamentu wchodziło 257 gmin (lista).

## Miejscowości
Największe miejscowości departamentu (w nawiasach liczba ludności w 2021 roku):

- Le Puy-en-Velay (18 629)
- Monistrol-sur-Loire (8925)
- Yssingeaux (7345)
- Brioude (6518)
- Aurec-sur-Loire (6171)
- Sainte-Sigolène (6023)
- Bas-en-Basset (4546)
- Brives-Charensac (4246)
- Saint-Just-Malmont (4217)
- Espaly-Saint-Marcel (3547)
- Saint-Germain-Laprade (3528)
- Saint-Didier-en-Velay (3480)
- Langeac (3437)
- Vals-près-le-Puy (3402)
- Sainte-Florine (3253)
- Coubon (3177)
- Tence (3123)
- Retournac (2977)
- Beauzac (2971)
- Polignac (2831)
- Saint-Maurice-de-Lignon (2643)
- Dunières (2631)
- Chadrac (2463)
- Saint-Ferréol-d’Auroure (2462)
- Saint-Paulien (2420)
- Le Chambon-sur-Lignon (2400)
- Saint-Pal-de-Mons (2291)
- Saint-Julien-Chapteuil (2017)